# UFC 234
UFC 234: Adesanya vs. Silva fue un evento de artes marciales mixtas producido por Ultimate Fighting Championship que se llevó a cabo el 9 de febrero de 2019 en la Rod Laver Arena en Melbourne, Australia.

## Historia
Se esperaba que un combate por el Campeonato de Peso Mediano de UFC entre el actual campeón Robert Whittaker (también ganador peso wélter de The Ultimate Fighter: The Smashes) y el ganador peso mediano de The Ultimate Fighter: Team Jones vs. Team Sonnen, Kelvin Gastelum sirviera como el combate estelar del evento. Sin embargo, Whittaker fue obligado a dejar la pelea por una hernia abdominal el mismo día de la pelea. Israel Adesanya vs. Anderson Silva fue una pelea estelar de 3 asaltos reemplazando el evento principal, siendo así la primera pelea estelar en la historia del UFC en ser de menos de 5 asaltos.
Se esperaba que Ryan Spann enfrentara a Jim Crute en el evento. Sin embargo, el 25 de enero se informó que Spann fue sacado de la pelea por una lesión de mano y fue reemplazado por Sam Alvey.
Alex Gorgees enfrentaría a Jalin Turner en el evento. Sin embargo, el 27 de enero se reportó que Gorgees fue sacado de la cartelera por razones desconocidas y fue reemplazado por Callan Potter.

## Bonificaciones
Los siguientes peleadores recibieron $50 000 en bonos:
- Pelea de la Noche: Israel Adesanya vs. Anderson Silva
- Actuación de la Noche: Montana De La Rosa y Devonte Smith